# ŽOK Bilje
Ženski odbojkaški klub "Bilje" (skraćeni naziv: ŽOK "Bilje") iz Bilja.
Osnovan je 2004. godine, a službeno registriran 2005. godine. Predsjednik kluba je Srećko Tatarević, a trener Miroslav Đekić.
Natječe se u Drugoj hrvatskoj ligi – Istok i stalno je pri samom vrhu tablice.